# Torstanus Sunonis Spinke
Torstanus Sunonis Spinke, född i Skällviks socken, död 1627 i Tryserums socken, han var en svensk kyrkoherde i Tryserums församling.

## Biografi
Torstanus Sunonis Spinke föddes på Torö i Skällviks socken. Han blev 1603 kyrkoherde i Tryserums församling, Tryserums pastorat. Spinke avled 1627 i Tryserums socken.

### Familj
Spinke gifte sig med Märta Carlsdotter (död 1650). De fick tillsammans barnen Carl, Claes (1620–1682) och Christina (död 1652).